# Лангдон (Північна Дакота)
Лангдон (англ. Langdon) — місто (англ. city) в США, в окрузі Кавальєр штату Північна Дакота. Населення — 1909 осіб (2020).

## Географія
Лангдон розташований за координатами 48°45′46″ пн. ш. 98°22′24″ зх. д. / 48.76278° пн. ш. 98.37333° зх. д. (48.762714, -98.373237).  За даними Бюро перепису населення США в 2010 році місто мало площу 4,36 км², з яких 4,28 км² — суходіл та 0,08 км² — водойми. В 2017 році площа становила 4,09 км², з яких 4,01 км² — суходіл та 0,08 км² — водойми.

### Клімат
Місто знаходиться у зоні, котра характеризується вологим континентальним кліматом з теплим літом. Найтепліший місяць — липень із середньою температурою 19 °C (66.2 °F). Найхолодніший місяць — січень, із середньою температурою -17.1 °С (1.2 °F).
| Клімат Лангдона         | Клімат Лангдона | Клімат Лангдона | Клімат Лангдона | Клімат Лангдона | Клімат Лангдона | Клімат Лангдона | Клімат Лангдона | Клімат Лангдона | Клімат Лангдона | Клімат Лангдона | Клімат Лангдона | Клімат Лангдона | Клімат Лангдона |
| Показник                | Січ.            | Лют.            | Бер.            | Квіт.           | Трав.           | Черв.           | Лип.            | Серп.           | Вер.            | Жовт.           | Лист.           | Груд.           | Рік             |
| Абсолютний максимум, °C | 11,1            | 15              | 25              | 36,1            | 43,9            | 41,1            | 44,4            | 38,9            | 39,4            | 32,8            | 23,3            | 17,8            | 44,4            |
| Середній максимум, °C   | −11,3           | −8,1            | −0,8            | 9,7             | 18,2            | 22,8            | 26              | 25,4            | 19,7            | 11,9            | 0,3             | −8,1            | 8,8             |
| Середня температура, °C | −17,1           | −14,1           | −6,6            | 3,4             | 10,9            | 16,1            | 19              | 17,9            | 12,5            | 5,3             | −4,7            | −13,3           | 2,4             |
| Середній мінімум, °C    | −22,9           | −20,2           | −12,5           | −2,8            | 3,5             | 9,3             | 11,9            | 10,6            | 5,2             | −1,2            | −9,8            | −18,6           | −3,9            |
| Абсолютний мінімум, °C  | −45,6           | −46,1           | −40             | −26,1           | −14,4           | −4,4            | −1,1            | −2,2            | −9,4            | −21,7           | −35             | −41,1           | −46,1           |
| Норма опадів, мм        | 15              | 13              | 19              | 30              | 58              | 79              | 72              | 66              | 50              | 32              | 20              | 15              | 469             |
| Днів з опадами          | 7               | 5               | 6               | 6               | 9               | 11              | 10              | 9               | 8               | 6               | 6               | 6               | 89              |
| Днів зі снігом          | 7               | 4,9             | 4,5             | 1,8             | 0,3             | 0               | 0               | 0               | 0               | 1,3             | 4,6             | 7,1             | 31,5            |
| ----------------------- | --------------- | --------------- | --------------- | --------------- | --------------- | --------------- | --------------- | --------------- | --------------- | --------------- | --------------- | --------------- | --------------- |
| Джерело: Weatherbase    |                 |                 |                 |                 |                 |                 |                 |                 |                 |                 |                 |                 |                 |

## Демографія
Згідно з переписом 2010 року, у місті мешкало 1878 осіб у 894 домогосподарствах у складі 506 родин. Густота населення становила 431 особа/км².  Було 1057 помешкань (243/км²).
Расовий склад населення:
| - 97,2 % — білих - 0,7 % — корінних американців - 0,2 % — чорних або афроамериканців - 0,2 % — азіатів - 0,1 % — вихідців з тихоокеанських островів |

До двох чи більше рас належало 1,2 %. Частка іспаномовних становила 0,8 % від усіх жителів.
За віковим діапазоном населення розподілялося таким чином: 19,1 % — особи молодші 18 років, 52,4 % — особи у віці 18—64 років, 28,5 % — особи у віці 65 років та старші. Медіана віку мешканця становила 50,1 року. На 100 осіб жіночої статі у місті припадало 91,8 чоловіків;  на 100 жінок у віці від 18 років та старших — 87,8 чоловіків також старших 18 років.
Середній дохід на одне домашнє господарство  становив 72 928 доларів США (медіана — 60 500), а середній дохід на одну сім'ю — 95 365 доларів (медіана — 82 417). Медіана доходів становила 56 953 долари для чоловіків та 34 013 долари для жінок. За межею бідності перебувало 6,1 % осіб, у тому числі 3,1 % дітей у віці до 18 років та 13,2 % осіб у віці 65 років та старших.
Цивільне працевлаштоване населення становило 951 особа. Основні галузі зайнятості: освіта, охорона здоров'я та соціальна допомога — 23,3 %, сільське господарство, лісництво, риболовля — 13,4 %, роздрібна торгівля — 12,3 %.